# Machida

Machida (町田市 Machida-shi?) este un municipiu din Japonia, zona metropolitană Tokyo.